# Молль, Оскар
Оскар Молль (нем. Oskar Moll; 21 июля 1875, Бжег, Силезия — 19 августа 1947, Берлин) — немецкий художник-постимпрессионист.

## Биография
Оскар Молль изучал живопись первоначально в Мюнхене и в Берлине, в том числе у Ловиса Коринта. В 1907 году он переехал в Париж, где знакомится с Анри Матиссом и оказался под творческим влиянием последнего. В 1906 году Молль женился на художнице и скульпторе Марг Хёффнер. Совместно со своей женой, художником Гансом Пуррманом и некоторыми другими, Оскар Молль участвовал в 1908 году в создании «Академии Матисса» и состоял в ней до 1911 года.
В 1918 году Оскар Молль становится профессором в Академии художественного и прикладного искусства в Бреслау, с 1925 года и до закрытия Академии в 1932 году Молль был её директором. Впоследствии Молль работает в Дюссельдорфской академии художеств, однако после прихода в Германии к власти национал-социалистов в 1933 году Оскар Молль был заклеймён как представитель упаднического, дегенеративного искусства и изгнан из Академии. 
В 1936 году супруги Молль поселились в Берлине, где жили затворниками.
В 1937 году были конфискованы 35  полотен художника. На состоявшейся в том же году нацистской выставке дегенеративного искусства в Мюнхене его работы вновь подверглись осмеянию.
В 1943 году их дом,  студия и коллекция  Моллей (в том числе картины Матисса и Пикассо)  были уничтожены во время воздушного налета.  Супруги пытались найти убежище в  родном городе Оскара Молля, но в 1945 году были вынуждены вернуться в Берлин.
Творческое наследие Оскара Молля включает несколько условные лирические пейзажи, натюрморты и портреты, написанные яркими, контрастными красками.

## Галерея

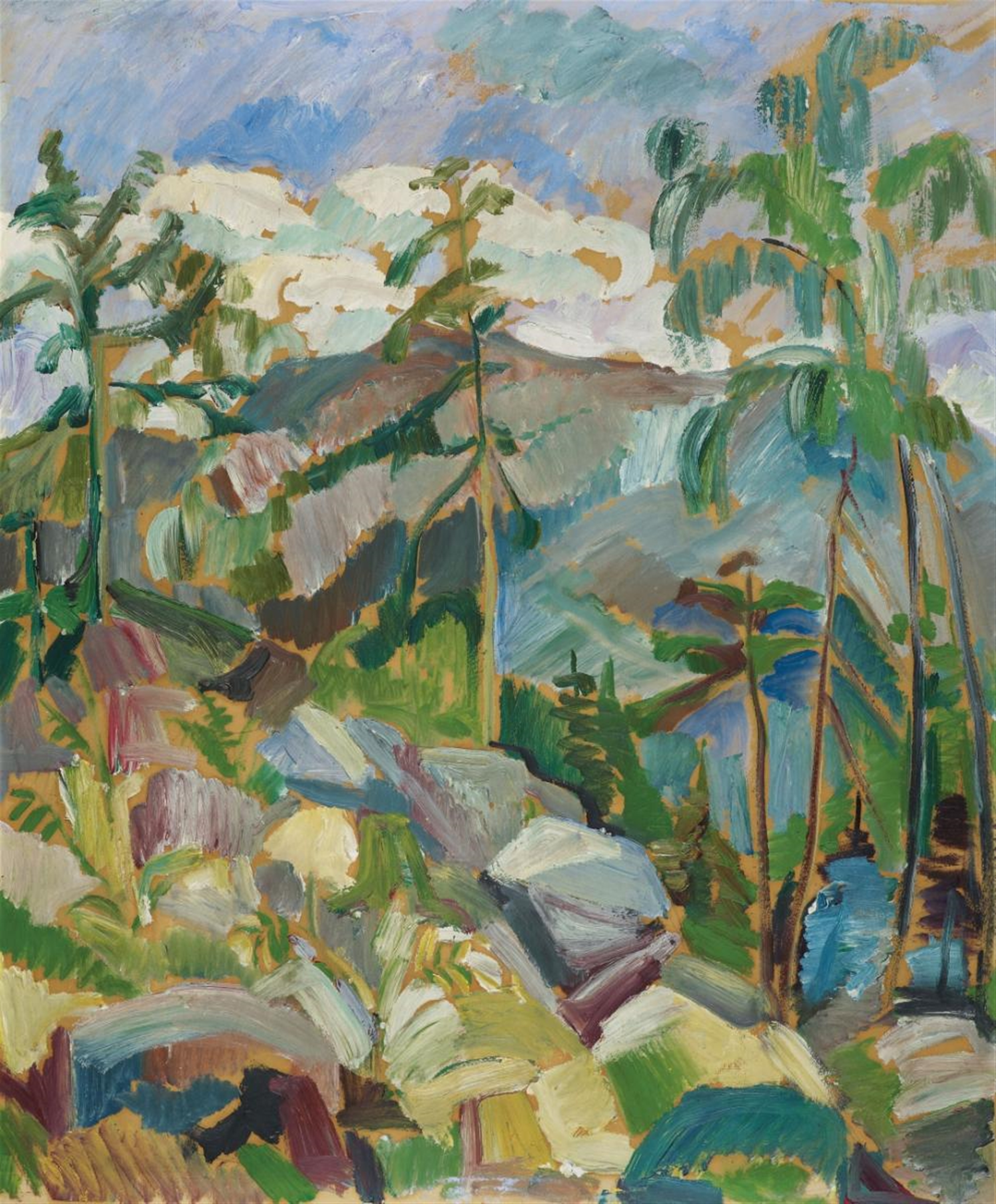
Горный пейзаж
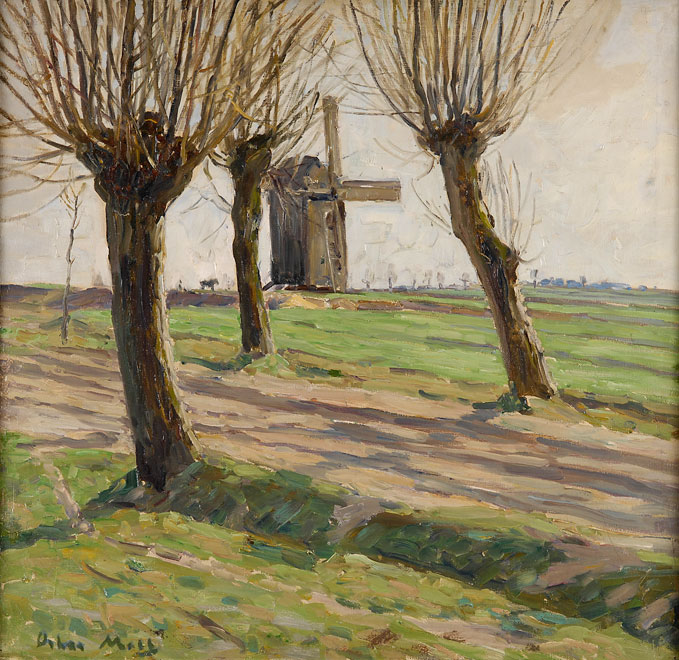
Пейзаж с деревьями
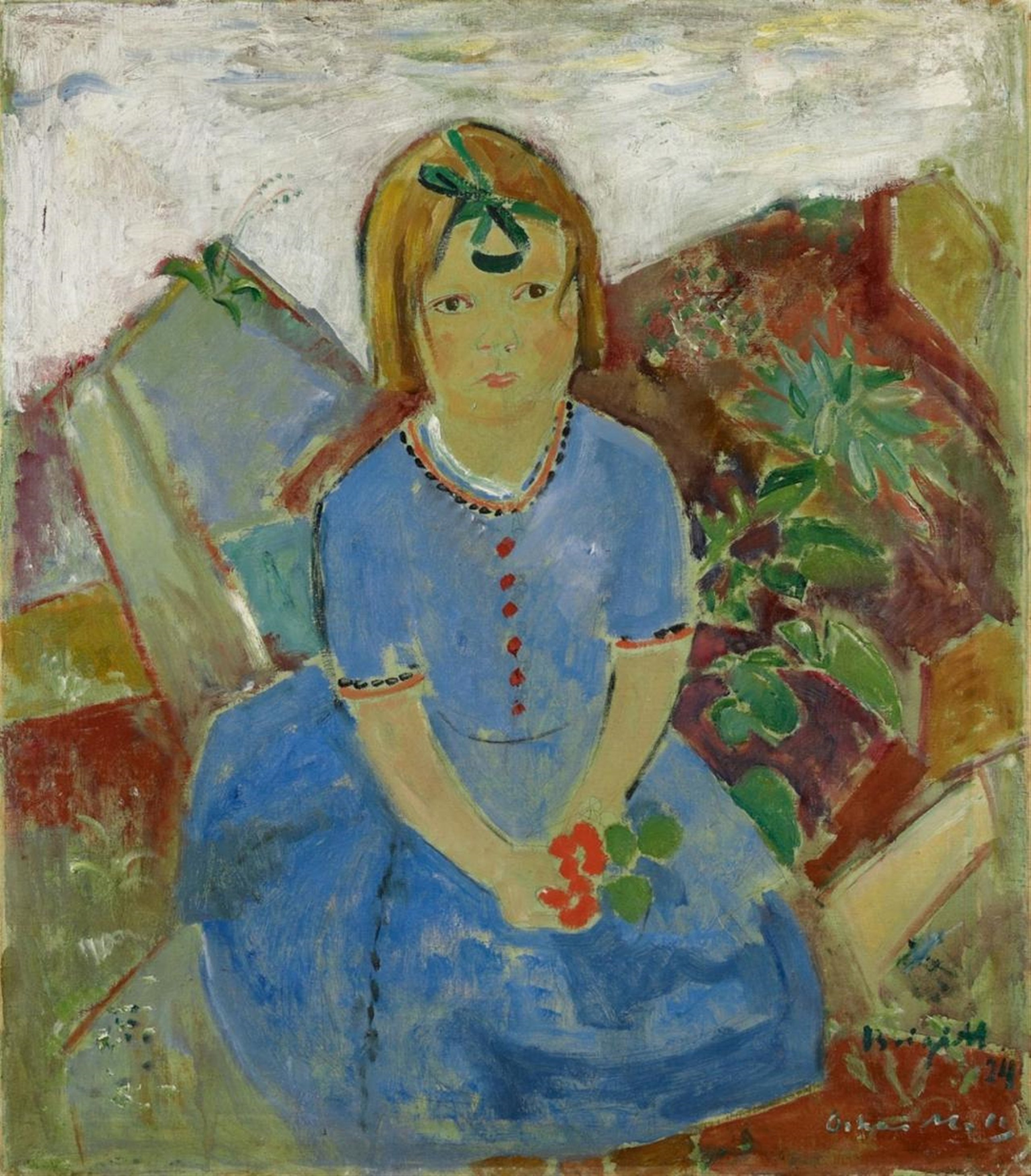
Брижитт в голубом
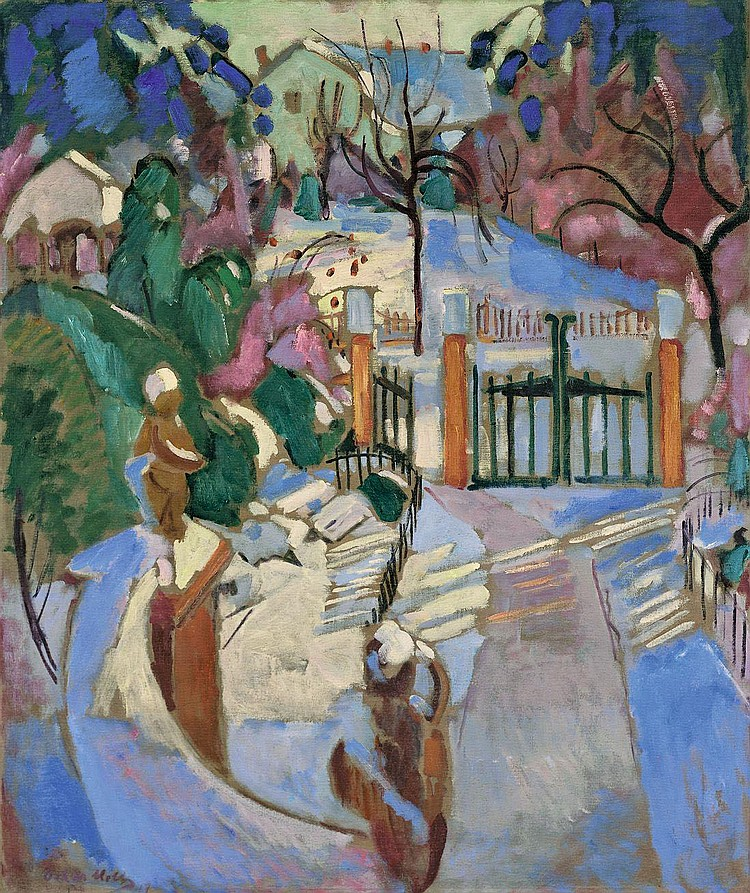
Зимой
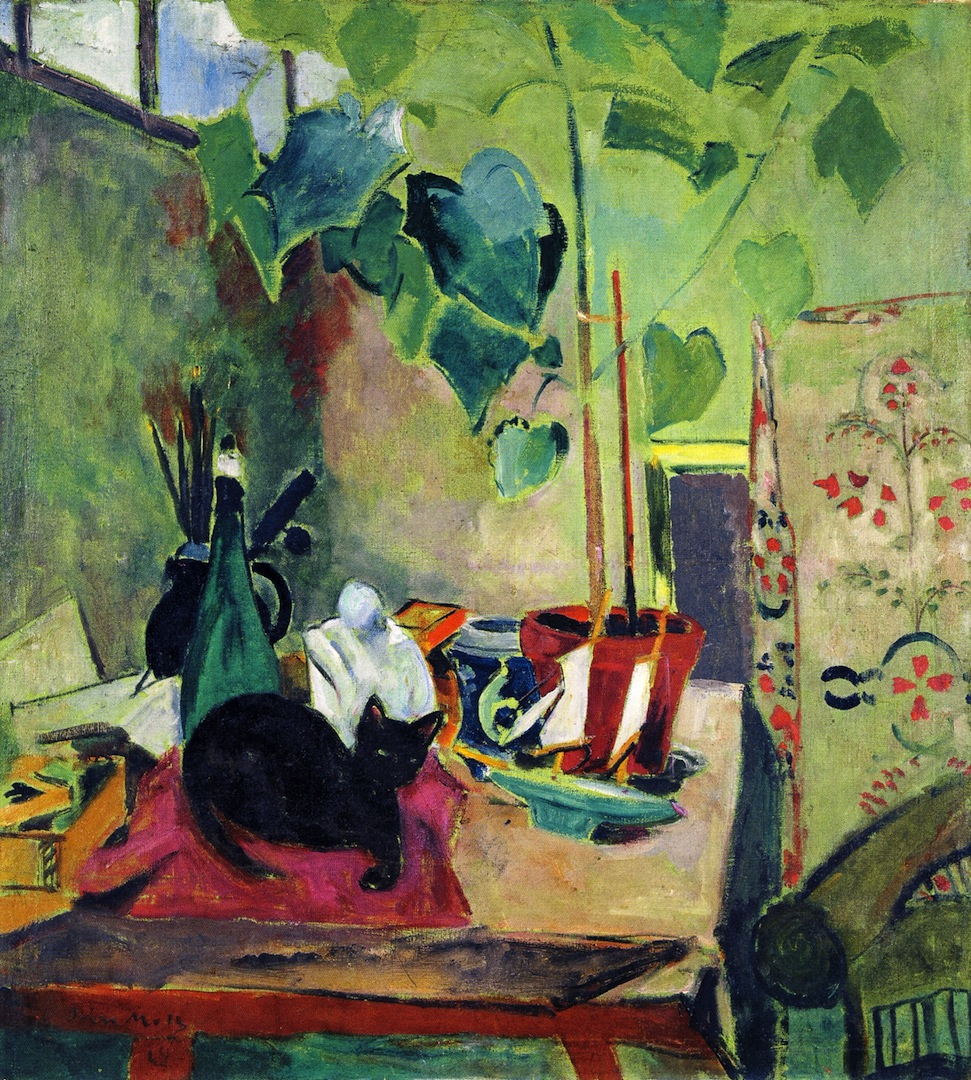
Кошка и дом